# Rullesko
Rullesko er det danske navn for de amerikanske sko af mærket Heelys (markedsført af firmaet Heelys, Inc). Skoene har et eller flere hjul, som nemt kan til og fra kobles i hver sko sål (rullesko kan sammenlignes med inline rulleskøjter). Med hjulene i skoene, kan man gå og rulle som på rulleskøjter, ved at balancere på hælene. Med hjulet frakoblet, kan man gå almindeligt i skoene (der medfølger et lille dæksel, som kan placeres i hulrummet hvor hjulet kan sidde. Man kan bremse ved at læne hælen helt tilbage eller ved at begynde at gå, så sålerne har kontakt med vejen. "Heeling" er en form for skating, hvor man kører på rullesko. Enkelte steder er det forbudt at køre på rullesko, på linje med forbud for rulleskøjter. Heelys rullesko blev opfundet og patenteret af den amerikanske psykolog og iværksætter Roger Adams i år 2000. Heelys blev første gang introduceret på det danske marked i år 2000 af Martin Schaldemose, og blev markedsført som Heelys rullesko.